# Joe Preston (álbum)
Joe Preston es un EP de The Melvins, fue lanzado en 1992 por Boner Records. Se cree que Preston es el único intérprete que grabó en el disco y que los otros dos artistas que aparecen acreditados son un engaño; "Salty Green" es conocido como el seudónimo de Preston.
El arte de tapa es una parodia del álbum homónimo "Ace Frehley" de 1978.

## Track listing
| N.º | Título                                              | Escritor(es)                           | Duración |  |
| 1.  | «The Eagle Has Landed»                              | Joe Preston, Denial Fiend              | 1:58     |  |
| 2.  | «Bricklebrit» (contiene muestras de Apocalypse Now) | Joe Preston, Denial Fiend              | 2:36     |  |
| 3.  | «Hands First Flower»                                | Joe Preston, Denial Fiend, Salty Green | 22:58    |  |

## Personal
- Joe Preston - voz, mezcla
- Denial Fiend - Fuegos infernales en ataúdes de madera
- Salty Green - Chapman stick / Hands First Flower
- Jeff Brangley - Productor
- Jonathan Burnside - ingeniero de sonido, mezcla
- Harvey Bennett Stafford - pintura de cubierta e insert
- Marina Sirtis - asesoramiento[3]